# الکساندرو برنابئی
الکساندرو برنابئی (انگلیسی: Alexandro Bernabei؛ زادهٔ ۲۴ سپتامبر ۲۰۰۰) بازیکن فوتبال اهل آرژانتین است.
از باشگاه‌هایی که در آن بازی کرده‌است می‌توان به باشگاه فوتبال لانوس اشاره کرد.
وی همچنین در تیم ملی فوتبال Argentina U19 بازی کرده‌است.